# Югозападен регион (Северна Македония)
Югозападният район (на македонска литературна норма: Југозападен Регион) е един от осемте статистически региона на Северна Македония. Намира се в югозападната част на държавата и на изток граничи с албанската граница. В неговите граници влизат 13 общини: Вапа (Център Жупа), Дебър, Дебърца, Другово, Кичево, Брод, Охрид, Осломей, Пласница, Струга, Вевчани, Вранещица и Заяс.

## Географско местоположение
Релефът на плановия Югозападен регион е планински и котловинен. Преобладават високи планини с надморска височина над 2000 метра. В региона най-голяма е Охридско-Стружката котловина, разположена между планините Ябланица и Галичица, в една част изпълнена с Охридско Езеро. Регионът се характеризира с изключителното присъствие на пещери, като се има предвид варовиковия състав на планините. Той е богат на естествени, изкуствени и ледникови езера и е един от най-залесените в Република Македония.

## Характеристики на региона
На територията на 3 340 km², в 286 населени места, живеят общо 222 064 жители, от които 50,15 % са мъже. На територията на Югозападния планов регион живеят 10,83 % от общото население на страната. В три общини в региона – Струга, Охрид и Кичево живеят 79.19 % от общото население в региона. Средната гъстота на населението в страната е 81.3 жители, докато в Югозападния планов регион е 66.4 км2.

## Селскостопански характеристики
Районът има земеделска площ от 103,373 хектара, по-малко от 50% обработваема земя, т.е. 50,667 хектара. Останалата част принадлежи на пасища. Общите земеделски площи в Македония са 1,077,235 хектара, което означава, че в Югозападния планов регион се простират само 9,59% от общо обработваемите площи на ниво на страната. В региона най-много се произвежда пшеница, царевица и картофи, а от плодовите насаждения най-големи са добивите от ябълки, сливи, круши и череши.

## Туризъм в югозападния регион
Важен отрасъл в региона е туризмът, като се има предвид, че 61,87% от общия брой стаи на държавно ниво е на територията на този регион. Повечето от тях са в двата най-важни туристически центъра в страната – Охрид и Струга, които се намират на брега на едно от най-старите езера в Европа – Охридското езеро. От общия брой посетители годишно, 46,6% пребивават в населените места в плановия Югозападен регион. По този начин средно годишно се реализират около 1 300 000 нощувки на вътрешни и чуждестранни гости, което представлява 65% от общите нощувки на национално ниво.